# Mervyn Rose
Mervyn Gordon Rose, född 23 januari 1930, Coffs Harbour, New South Wales, död 23 juli 2017, var en  australisk  vänsterhänt tennisspelare. Mervyn Rose var rankad som en av världens 10 bästa tennisspelare 1953-58, undantaget 1956. Under karriären vann han totalt 7 Grand Slam (GS)-titlar varav 2 i singel, 3 i dubbel och en i mixed dubbel. 
Mervyn Rose upptogs 2001 i International Tennis Hall of Fame.

## Tenniskarriären
Rose vann sina första GS-titlar i US Open 1952 och 1953, båda gångerna i dubbel tillsammans med landsmannen Rex Hartwig. Säsongen 1954 blev hans bästa med 3 vunna GS-titlar. Han vann då singeltiteln i Australiska mästerskapen genom finalseger över Rex Hartwig (6-2, 0-6, 6-4, 6-2) och dessutom dubbeltiteln i samma turnering tillsammans med Hartwig. Senare under säsongen vann han med Hartwig dubbeltiteln i Wimbledonmästerskapen genom finalseger över Vic Seixas/Tony Trabert (6-4, 6-4, 3-6, 6-4).    
Säsongen 1957 vann han mixed dubbetiteln i Wimbledon tillsammans med amerikanskan Darlene Hard. I finalen besegrade paret Neale Fraser/Althea Gibson (6-4, 7-5).
Sin sista GS-titel vann Rose 1958, då han i finalen i Franska mästerskapen besegrade den chilenske spelaren Luis Ayala (6-3, 6-4, 6-4). Han vann också singeltiteln i Italienska mästerskapen i Rom 1958 genom finalseger över italienaren Nicola Pietrangeli. 
Mervyn Rose spelade i det australiska Davis Cup-laget 1951 och 1957. Han spelade totalt 3 matcher av vilka han vann en. Alla tre matcherna gällde Challenge Round- möten mot USA, det vill säga världsfinaler. Australien vann båda gångerna med 3-2 i matcher. År 1951 förlorade Rose sina två singelmatcher mot Vic Seixas (3-6 4-6 7-9) och  Ted Schroeder (4-6 11-13 5-7). Hans lagkamrat, Frank Sedgman vann sina singlar över de amerikanska spelarna och Australien vann även dubbelmatchen (genom Ken McGregor/Sedgman). År 1957 spelade Rose dubbel tillsammans med Malcolm Anderson. Det australiska laget vann över Barry MacKay/Seixas med 6-4 6-4 8-6. Singelspelarna i det australiska laget var den gången Ashley Cooper och Malcolm Anderson.

## Spelaren och personen
Mervyn Rose var känd som en skicklig tennisspelare med god bollkänsla och taktisk blick för spelet. 
Efter avslutad tävlingskarriär ägnade sig Rose åt att träna andra toppspelare. Bland andra tränade han 1964 amerikanskan Billie Jean King under en tremånadersperiod, vilket medförde att såväl hennes serve som grundslag förbättrades markant. Han har också tränat Margaret Smith Court och Arantxa Sánchez Vicario. 

## Grand Slam-titlar
- Australiska mästerskapen
  - Singel - 1954
  - Dubbel - 1954
- Franska mästerskapen
  - Singel - 1958
- Wimbledonmästerskapen
  - Dubbel - 1954
  - Mixed dubbel - 1957
- US Open
  - Dubbel - 1952, 1953